# 埃傑頓 (密蘇里州)
埃傑頓（英語：Edgerton）是位於美國密蘇里州普拉特縣的城市。

## 人口
根據2020年美國人口普查的數據，埃傑頓的面積為2.92平方千米，皆為陸地。當地共有人口601人，而人口密度為每平方千米206人。